# Patrick Philbin
Patrick Philbin (4 de agosto de 1874 - 1929) fue un atleta británico que compitió en el tira y afloja, en los Juegos Olímpicos de Londres 1908.
En 1908 ganó la medalla de plata como miembro del equipo británico Policía de Liverpool. Nacido en Glenisland, Co. Mayo, vivió en Liverpool durante sus años de trabajo, pero más tarde regresó a Glenisland.